# Кубок Львівської області з футболу 2016
Кубок Львівської області 2016 року проводився Федерацією футболу Львівської області серед аматорських команд Львівщини. Матчі проходили в період з 29 травня по 25 вересня 2016 року. В змаганнях виявили бажання взяти участь 23 колективи, які виступають у Прем’єр-лізі та Першій лізі обласних змагань. Серед них 10 команд – представники Прем’єр-ліги (виділені жирним шрифтом). 
У фінальному поєдинку, який проходив на стадіоні імені Богдана Маркевича у Винниках, зустрілись футбольні клуби «Гірник» із Соснівки та СКК «Демня» із однойменного села Миколаївського району. Матч завершився перемогою сільських футболістів. 
Вперше завойований Кубок Львівської області капітан СКК «Демня» отримав з рук Заслуженого тренера України Мирона Маркевича.

## РЕЗУЛЬТАТИ МАТЧІВ КУБКА ЛЬВІВСЬКОЇ ОБЛАСТІ СЕРЕД ДОРОСЛИХ.
|               | 1/16 фіналу              |                              | ⅛ фіналу                     |                       | Чвертьфінали          |                   | Півфінали         |                   | Фінал             |             | ПЕРЕМОЖЕЦЬ  |
|               |                          |                              |                              |                       |                       |                   |                   |                   |                   |             |             |
|               | «Сокіл» Угерсько         |                              |                              |                       |                       |                   |                   |                   |                   |             |             |
|               |                          | «Сокіл» Угерсько             |                              |                       |                       |                   |                   |                   |                   |             |             |
| СК «Східниця» | СК «Східниця»            | +:-                          | +:-                          | ФК «Бори» Бориничі    | ФК «Бори» Бориничі    |                   |                   |                   |                   |             |             |
|               |                          | ФК «Бори» Бориничі           | ФК «Бори» Бориничі           | 6:1                   | 6:1                   |                   |                   |                   |                   |             |             |
|               |                          |                              |                              |                       |                       | СКК «Демня»       |                   |                   |                   |             |             |
| ФК «Черляни»  | ФК «Черляни»             |                              |                              |                       |                       | 6:3               | 6:3               |                   |                   |             |             |
|               |                          | ФК «Черляни»                 |                              |                       |                       |                   |                   |                   |                   |             |             |
| ФК «Новошичі» | ФК «Новошичі»            | +:-                          | +:-                          | СКК «Демня»           | СКК «Демня»           |                   |                   |                   |                   |             |             |
|               |                          | СКК «Демня»                  | СКК «Демня»                  |                       | 6:1                   |                   |                   |                   |                   |             |             |
|               |                          |                              |                              |                       |                       |                   |                   |                   |                   |             |             |
|               | «Богун» Броди            |                              |                              |                       |                       |                   |                   | СКК «Демня»       | СКК «Демня»       |             |             |
|               | «Фенікс-Стефано»         | «Фенікс-Стефано» Підмонастир | «Фенікс-Стефано» Підмонастир |                       |                       |                   |                   | 2:0, 0:0          | 2:0, 0:0          |             |             |
|               | Підмонастир              | 1:1 п.п. 5:4                 | 1:1 п.п. 5:4                 | ФК «Миколаїв»         | ФК «Миколаїв»         |                   |                   |                   |                   |             |             |
|               |                          | ФК «Миколаїв»                | ФК «Миколаїв»                | 6:0                   | 6:0                   |                   |                   |                   |                   |             |             |
|               |                          |                              |                              |                       |                       | ФК «Миколаїв»     |                   |                   |                   |             |             |
|               | «Юність» Верхня Білка    |                              |                              |                       |                       | 3:2               | 3:2               |                   |                   | logo        | logo        |
|               |                          | «Юність» Верхня Білка        |                              |                       |                       |                   |                   |                   |                   | logo        | logo        |
|               | «Енергетик» Добротвір    | 6:1                          | 6:1                          | «Юність» Верхня Білка | «Юність» Верхня Білка |                   |                   |                   |                   | logo        | logo        |
|               |                          | «Гірник» Новояворівськ       | «Гірник» Новояворівськ       | 1:0                   | 1:0                   |                   |                   |                   |                   | logo        | logo        |
|               |                          |                              |                              |                       |                       |                   |                   |                   |                   | logo        | logo        |
|               |                          | «Гірник» Соснівка            |                              |                       |                       |                   |                   |                   |                   | logo        | logo        |
|               |                          |                              |                              | «Гірник» Соснівка     |                       |                   |                   |                   |                   | logo        | logo        |
|               |                          | ФК «Острів» Чорний Острів    | ФК «Острів» Чорний Острів    | 2:1                   | 2:1                   |                   |                   |                   |                   | СКК «Демня» | СКК «Демня» |
|               | «Прикарпаття»            |                              |                              |                       |                       | «Гірник» Соснівка | «Гірник» Соснівка |                   |                   | 1:0         | 1:0         |
|               | Старий Самбір            |                              |                              |                       |                       | 7:1               | 7:1               |                   |                   |             |             |
|               |                          | ФК «Мостиська»               |                              |                       |                       |                   |                   |                   |                   |             |             |
|               | ФК «Мостиська»           | 3:0                          | 3:0                          | ФК «Мостиська»        | ФК «Мостиська»        |                   |                   |                   |                   |             |             |
|               |                          | «Юність» Гійче               | «Юність» Гійче               | 5:0                   | 5:0                   |                   |                   | «Гірник» Соснівка | «Гірник» Соснівка |             |             |
|               |                          |                              |                              |                       |                       |                   |                   |                   | 4:0, 2:1          |             |             |
|               | «Сокіл» Великі Глібовичі |                              |                              |                       |                       |                   |                   |                   |                   |             |             |
|               | «Галичина»               | «Сокіл» Великі Глібовичі     | «Сокіл» Великі Глібовичі     |                       |                       |                   |                   |                   |                   |             |             |
|               | Великий Дорошів          | 3:1                          | 3:1                          | «Рух» Винники         | «Рух» Винники         |                   |                   |                   |                   |             |             |
|               |                          | «Рух» Винники                | «Рух» Винники                | 10:0                  | 10:0                  |                   |                   |                   |                   |             |             |
|               |                          |                              |                              |                       |                       | «Думна» Ременів   |                   |                   |                   |             |             |
|               | ФОК « Городок»           |                              |                              |                       |                       | +:-1              | +:-1              |                   |                   |             |             |
|               |                          | «Думна» Ременів              |                              |                       |                       |                   |                   |                   |                   |             |             |
|               | «Думна» Ременів          |                              | 5:2                          | «Думна» Ременів       | «Думна» Ременів       |                   |                   |                   |                   |             |             |
|               |                          | ФК «Самбір»                  | ФК «Самбір»                  |                       | 0:0 п.п. 5:4          |                   |                   |                   |                   |             |             |

1 — матч не відбувся, оскільки винниківський «Рух» заявився в другу лігу Чемпіонату України і тому припинив виступи в обласних змаганнях. 

### Фінал
Арбітр: Юрій Грисьо.
Асистенти арбітра: Юрій Ковальчук, Олександра Вдовіна.
 Спостерігач: Андрій Шандор
 Гол:  3' Багдай Роман.
СКК «Демня»: Крашевський Андрій, Гусак Мирослав, Слука Богдан, Самолюк Ростислав, Дорошенко Валерій, Чоба Василь (Гусаковський Юрій,  31'), Багдай Роман, Покладок Юрій (Войтович Юрій,  85'), Писько Ярослав (Кухарський Андрій,  71'), Демків Тарас, Кіт-Копиляк Михайло (Панченко Назар,  68'). 
Тренер: Котовенко Павло.
«Гірник» Соснівка: Коваленко Анатолій, Домальчук Олег, Танечник Роман, Підкіпняк Володимир (Іванишин Павло,  83'), Портянко Олександр (Сень Юрій,  68'), Кондюх Роман (Яструб Юрій,  83'), Богданов Микола, Хмизов Богдан, Найдишак Олексій (Шафранський Сергій,  63'), Цюпка Назар (Бойко Назар,  83'), Дева Андрій (Дронський Андрій,  88').  
Граючий тренер: Підкіпняк Володимир.
Попередження:  50' Кондюх Роман;  61' Богданов Микола;  58' Дорошенко Валерій;  62' Гусак Мирослав;  64' Підкіпняк Володимир;  80' Крашевський Андрій.

## КУБОК ЛЬВІВСЬКОЇ ОБЛАСТІ З ФУТБОЛУ СЕРЕД ЮНАЦЬКИХ КОМАНД.
Результати матчів.
|  | ⅛ фіналу                   |                       | Чвертьфінали |                | Півфінали |                | Фінал        |                    | ПЕРЕМОЖЕЦЬ |
|  |                            |                       |              |                |           |                |              |                    |            |
|  | «Юність» Гійче             |                       |              |                |           |                |              |                    |            |
|  |                            | «Юність» Гійче        |              |                |           |                |              |                    |            |
|  | «Галичина» Великий Дорошів | 1:1 п.п. 7:6          | 1:1 п.п. 7:6 |                |           |                |              |                    |            |
|  |                            |                       |              | «Юність» Гійче |           |                |              |                    |            |
|  |                            |                       |              | 4:0            |           |                |              |                    |            |
|  |                            | ФК «Мостиська»        |              |                |           |                |              |                    |            |
|  |                            |                       |              |                |           |                |              |                    |            |
|  |                            |                       |              |                |           | ФК «Львів»     |              |                    |            |
|  | «Локомотив» Рава-Руська    |                       |              |                |           | 2:2 п.п. 5:4   | 2:2 п.п. 5:4 |                    |            |
|  |                            | ФК «Львів»            |              |                |           |                |              |                    |            |
|  | ФК «Львів»                 |                       | 3:1          |                |           |                |              |                    |            |
|  |                            |                       |              | ФК «Львів»     |           |                |              |                    |            |
|  | «Юність» Верхня Білка      |                       |              |                | ?         |                |              |                    |            |
|  |                            | «Юність» Верхня Білка |              |                |           |                |              |                    |            |
|  | «Рух» Винники              | 4:1                   | 4:1          |                |           |                |              |                    |            |
|  |                            |                       |              |                |           |                |              | ЛКС «Погонь» Львів |            |
|  | «Думна» Ременів            |                       |              |                |           |                |              | 3:2                | 3:2        |
|  |                            | ФК «Миколаїв»         |              |                |           |                |              |                    |            |
|  | ФК «Миколаїв»              |                       | 3:2          |                |           |                |              |                    |            |
|  |                            |                       |              | ФК «Миколаїв»  |           |                |              |                    |            |
|  |                            |                       |              |                | 2:0       |                |              |                    |            |
|  |                            | «Шахтар» Червоноград  |              |                |           |                |              |                    |            |
|  |                            |                       |              |                |           |                |              |                    |            |
|  |                            |                       |              |                |           | «Погонь» Львів |              |                    |            |
|  |                            |                       |              |                |           |                | 5:2          |                    |            |
|  |                            | «Погонь» Львів        |              |                |           |                |              |                    |            |
|  |                            |                       |              |                |           |                |              |                    |            |
|  |                            |                       |              | «Погонь» Львів |           |                |              |                    |            |
|  | ФК «Черляни»               |                       |              |                | 3:0       |                |              |                    |            |
|  |                            | ФК «Черляни»          |              |                |           |                |              |                    |            |
|  | «Гірник» Новояворівськ     |                       | 3:0          |                |           |                |              |                    |            |

### Фінал. Юнаки.
Арбітр: Юрій Пилипів.
Асистенти арбітра: Андрій Смольський, Віталій Семенів.
 Спостерігач:  Ігор Кульчицький
Голи:  12' (з пенальті) Горін Олег;  79' Майовецький Руслан; —   31',  33' Ільчишин Віталій;  61' Гнатів Андріан.
 «Львів»:  Паламар Владислав; Баран Ярослав (Рус Микола,  63'); Карвацький Андрій; Харіпов Олексій; Стефанишин Ігор; Пантелейчук Дмитро; Горін Олег; Хімчак Максим; Занько Максим (Фіялковський Назар,  41'); Ременяк Артур; Савула Валентин (Кравцов Максим,  72'). Запасні: Жупанський Віталій; Тягло Орест; Шевченко Святослав; Левків Ярослав.
Тренер: Колобич Олег.
 «Поґонь»:  Калита Юрій; Подьо Юрій; Євчук Юрій; Дмитришин Роман; Чура Іван; Кутепів Назарій; Майовецький Руслан; Гнатів Андріан; Черниш Євген; Ільчишин Віталій; Кісільовський Юрій. Запасні: Кобів Андріан; Навроцький Юрій; Савицький Роман; Роса Василь; Пінак Тарас; Шевчук Олег. 
Тренер: Лобасюк Дмитро.
Попередження:   50' Пантелейчук Дмитро;  55' Горін Олег;  60' Хімчак Максим; —   12' Черниш Євген;  36' Майовецький Руслан;  37' Дмитришин Роман;  78' Гнатів Андріан;  80' Кутепів Назарій.

## ІНШІ КУБКОВІ ТУРНІРИ ПІД ЕГІДОЮЛОФФ.
В 2016 році Федерацією футболу Львівської області було проведено традицій передсезонний (зимовий) Турнір пам’яті Е.Юста, в якому вдруге поспіль перемогу святкувала стрийська «Скала», перемігши у фіналі львівську «Погонь». Також відбулись такі турніри як Кубок ліги та Кубок чемпіонів Львівщини.

### Кубок ліги.
Після трьохрічної перерви відбувся розіграш Кубку ліги, в якому взяли участь 11 команд із нижчих ліг області. Перемогу святкували футболісти першолігового ФК «Новошичі»
Фінал
Арбітр:  Ростислав Пузанський
Асистенти арбітра: Андрій Смольський, Анастасія Янтуріна
 Спостерігач: Володимир Гевко
Голи:  38' Данчук Д .; —   61' Коваль П.;  79' Сивик І.;  88' Босько А..
«Сокіл»: Н.Кравець, А.Пилип’як, А.Подоляк, І.Собчинський, Т.Лисенко, М.Бей (В.Гнип,  76'), І.Карабін (В.Гайковий,  58'), Г.Фамуляк, А.Кукуруза, А.Шеремета, Д.Данчук.
«Новошичі»: Л.Цісельський, Н.Мавров, О.Гінко, Н.Юрчак, А.Босько, І.Сивик, І.Казан (Д.Яцинич,  90'), В.Коваль (П.Коваль,  56'), А.Дурда (Р.Ковельський,  76'), А.Мікляш, А.Шакалець (Р.Піряник,  71').
Попередження:  42' Шеремета А.;  55' Данчук Д.; —   72' Дурда А.

### Кубок чемпіонів Львівської області.
2016 року фінішував чотирнадцятий за ліком розіграш Кубка чемпіонів Львівщини, котрий стартував матчами в групах ще восени 2015 року. В турнірі взяли участь 12 команд, чемпіони та призери районних чемпіонатів Львівської області. У фіналі зустрілись представники Жовківського та Миколаївського районів.
Фінал.
Арбітр: Василь Верблянський
Асистенти арбітра: Андрій Смольський, Анастасія Янтуріна
 Спостерігач ФФЛ: Степан Понайда
Голи:  20'  Кузів Святослав -  1'  Грубий Мар`ян,  24'  Лень Іван),  55'  Барановський Володимир,  84'  Горзов Олександр.
СКК «Крупсько»  - Мацьків Руслан, Саварин Роман, Довган Роман, Качмар Андрій (Оленич Ігор,  64'), Гуга Микола, Маланяк Дмитро, Кузів Святослав, Качмар Орест, Опрісник Тарас, Ухань Олег (Мартинюк Ростислав,  85'), Нога Святослав.  
ФК «Синьковичі»  - Зегарчук Олексій, Пилипишин Юрій, Лень Іван, Великий Андрій (Полохач Іван,  90+1'), Добуш Степан, Горзов Олександр, Грубий Павло (Федик Василь,  82'), Барановський Володимир, Максимик Олег (Дрьомов Юрій,  85'), Рубан Сергій (Бокало Василь,  88'), Грубий Мар`ян (Задолинний Михайло,  89'). 
Попередження :  24' Качмар Андрій,  26' Саварин Роман,  50' Гуга Микола,  54' Кузів Святослав,  64' Довган Роман —  47' Грубий Павло,  90+2' Барановський Володимир.
 Вилучення:  81 ' Мацьків Руслан.